# Северна Македонија на Светском првенству у атлетици у дворани 2022.
Македонија је учествовала на 18. Светском првенству у атлетици у дворани 2022. одржаном у Београду од 18. до 20. марта Репрезентацију Македоније на њеном седмом учествовању на светским првенствима у дворани представљао је један атлетичар који се такмичио у трци на 400 метара.
На овом првенству такмичар Македоније није освојио ниједну медаљу нити је остварио неки резултат.

## Учесници
Мушкарци:
- Јован Стојоски — 400 м

## Резултати

### Мушкарци
| Атлетичар      | Дисциплина | Лични рекорд | Квалификације | Квалификације | Полуфинале           | Полуфинале           | Финале               | Финале       | Детаљи |
| Атлетичар      | Дисциплина | Лични рекорд | Резултат      | Место         | Резултат             | Место                | Резултат             | Место        | Детаљи |
| -------------- | ---------- | ------------ | ------------- | ------------- | -------------------- | -------------------- | -------------------- | ------------ | ------ |
| Јован Стојоски | 400 м      | 46,81        | 47,80         | 4. у гр. 4    | Није се квалификовао | Није се квалификовао | Није се квалификовао | 21 / 24 (25) |        |